# 機動戦士ガンダム カタナ
『機動戦士ガンダム カタナ』（きどうせんしガンダム カタナ）は、脚本：クラップス、原作：矢立肇・富野由悠季、作画：曽野由大による日本の漫画作品。角川書店の漫画雑誌『ガンダムエース』にて2009年11月号から2013年3月号まで連載。コミックスは全7巻。

## 概要
宇宙世紀0084年を舞台にしたオリジナル外伝作品で予告時の仮タイトルは「機動戦士ガンダム刀 実録0084（仮）」であった。
アーケードゲーム『機動戦士ガンダム 戦場の絆』とコラボレーションしており、ゲーム上で使用可能な本作のメカニックが登場したり、同ゲームを扱ったテレビ番組『絆体感TV 機動戦士ガンダム 第07板倉小隊』に出演する板倉俊之をモデルにしたキャラクターが登場する。また、同作者の漫画『機動戦士ガンダム オレら連邦愚連隊』の続編的要素が強く、関連キャラクターが登場するのも特徴である。
前作に引き続き、マイナーなメカニック群の登場がより顕著になっており、既存メカニックにもMLRSとビームバズーカを装備したガンダム試作2号機など本作独自の仕様が追加されている。

## あらすじ
時に宇宙世紀0084年。デラーズ紛争を契機に、地球連邦軍は各地で蔓延るジオン残党軍を掃討するために、エリート部隊「ティターンズ」を結成した。また一方では、連邦軍内での大規模なリストラによる縮小が行なわれていた。かつては「連邦の懐刀」として恐れられた対破壊工作特殊任務旅団「BGST（バーゲスト）」も例外ではなかった。
BGSTの新任司令として赴任してきたイットウ・ツルギ中佐は愛機であるガンダムヘッドを持ったストライカー・カスタムとともに、BGSTと連邦軍の建て直しを宣言した。そんなBGSTの前に「シン・フェデラル」を名乗る謎の一派が現れる。BGSTはシン・フェデラルを追って月のグラナダへと向かう。
グラナダでは「シャア・アズナブルの帰還」の噂が流れており、それに合わせてジオン残党が決起した。しかし、それはジオン残党軍と共謀したシン・フェデラルの工作であり、決起したジオン残党軍を殲滅することでシン・フェデラルの正当性を訴えるための策謀であった。イットウもシン・フェデラルに捕らえられてしまう。
シン・フェデラルの首魁であり父であり、先代BGST司令でもあるカネサダ・ツルギ准将から仲間になるように言われるが、イットウはこれを拒否し、脱出する。デブリ内の作業コロニー「ハーモニー1」でイットウらはストライカー・カスタムを強化したフルアーマー・ストライカー・カスタム「KATANA」を受け取る。
その頃、一年戦争後初の連邦総会がサイド7で開催されることになり、ティターンズ、反ティターンズ（エゥーゴ）、シン・フェデラルも参加。シン・フェデラルはそこで集団催眠を行うサイコミュ装置「妖刀ムラサメ」を用いてティターンズの警備兵を操って暴動を引き起こし、それを鎮圧することでシン・フェデラルの発言権を強化しようとしていた。また、「妖刀ムラサメ」を全人類に向けて使用することで、人類から闘争本能を抑制させ、戦争そのものを根絶しようとしていた。
イットウは仲間と共にシン・フェデラルを停めるためにサイド7へと乗り込んだ。
一連の騒乱の終結後、シン・フェデラルもBGSTも力を失い、ティターンズの台頭が始まる。

## 主な登場人物

### 地球連邦軍

#### BGST（バーゲスト）
ミラノ基地を本拠とする、対テロリスト専門の捜査・摘発・戦闘を任務とする連邦宇宙軍所属の特殊部隊。軍警察(MP)としての任務も兼任しており、往時ほどではないにせよ、その権限は未だ絶大なものがある。部隊エンブレムは「抜き身の剣を咥えた猟犬」。
別名の「任侠部隊」の通り、古き良き時代の侠客を彷彿とさせる任侠道を重んじている。また、創設者一族であるツルギ家の嫡男を指揮官に迎えた時に躍進するというジンクスが存在する。外見や口調こそとっつきにくくはあるが、その実、「一般人に優しい正義の味方」としてミラノ市民からは絶大な人気と信頼を獲得している。
イットウ・ツルギ
本作の主人公。地球連邦宇宙軍中佐。BGST隊長にして、先代隊長カネサダ・ツルギ大佐の実子。
愛称は「若」。彼をファーストネームで呼ぶのは、実父のカネサダのみである。
優れた作戦立案を行う戦闘指揮官にして、ツルギ流居合いを会得した近接格闘戦のエキスパート。その反面、射撃技術は極端に下手で、ごく近くに置いた空き缶にすら弾を当てられない。
幼少の頃、父カネサダの主導による強化人間プロジェクトの被験者として、木星にて様々な実験を受けた末に強化人間となる。そのため、父を憎悪し殺意すら抱いている。
一人称は「僕」であり、ほとんどの人物を敬称付きか肩書きで呼ぶなど、普段は柔らかく丁寧な喋り方をするが、激情にかられると一転して口調が乱暴になる。特にカネサダに対してはそれが顕著で、この時のみ一人称が「オレ」に変わる。
外見から年齢を推測できないほどの童顔であり、実年齢は不詳。だが、「強化処理に20年以上を費やした」との記述があるため、二十歳を超えている事だけは間違いない。
搭乗機はストライカー・カスタム、フルアーマー・ストライカー・カスタム「KATANA」。
フランチェスコ・メンゲル
地球連邦宇宙軍大尉。BGST副長。通称は「カシラ」。
先代のカネサダ亡き後は隊を率いていたが、イットウが新隊長に就任するとその補佐に廻った。
軍用コートを肩に引っ掛け竹刀を常に持ち歩く強面で、任侠道を熟知しており、それに殉ずる覚悟と気合を持つ。作戦に失敗し自暴自棄になるイットウを殴りつけて叱責することさえ辞さない、厳しくも温かく彼を見守り全力で補佐する、頼れる副長。
基本的に戦闘には直接参加せず、戦闘時には後方支援を担当する。妻帯者で、妻には頭が上がらないという一面を持つ。
イットウがシン・フェデラルに拉致されると、BGSTを率いて宇宙船テンプテーションの乗員を人質にし強引にシン・フェデラルの基地へ発進させ救出に赴いた。しかし、リチャード・グレイソン扮するスパーダ公のドルメルが繰り出すツルギ流居合いを見て、その正体がカネサダであると誤解してしまい、自決覚悟でイットウとの親子対決を止めさせるが、その甲斐なく討たれた。
ボンチャイ・ヤスコビッチ
地球連邦宇宙軍曹長。BGST第一群所属の下っ端隊員で、通称「ヤス」。将来の夢は自分の部隊を持つこと。
元は「ミラノ一伝説の走り屋」と呼ばれた暴走族で、ヤクザとのトラブルからベレーノ・アバッキオに助けられたのを機にBGSTに入隊する。
変形制服をだらしなく着込み、頭髪はリーゼントにしたチンピラ風で、問題ばかり引き起こすお調子者だが、イットウに心酔し彼のためなら命すら投げ出す覚悟を持つ、一般人に優しい好漢。
射撃戦闘を得意とし、主に支援砲撃を担当。後に近接戦闘にも出撃するようになり、マーキュリー大尉に師事してボール殺法を会得した。また、専門でないにも拘らず操艦にも非凡な才を見せ、トロイホースIIIを駆り、カイザー・オブ・ドラゴンの猛追から見事にイットウを守ってのけた。
シン・フェデラルとの決戦の後は、イットウの留守を預かる形でBGST隊長を拝命し、8年間彼の帰りを待つ事となった。この間、隊長の責務として、猛稽古を積んだ末にツルギ流剣術をマスターし、オリジナル剣技「素覇悪・無苦留」まで編み出すなど、目を見張るほどの成長を遂げている。
搭乗機は量産型ガンタンク、ジムII、ジム・ジャグラー（ガンナー専門）。

#### シン・フェデラル
連邦宇宙軍内の一軍閥にして、本作品におけるBGSTの仇敵。
元々は、コンペイトウでの観艦式襲撃の事実を抹消した連邦軍に対して義憤を抱いたカネサダが興した単なる抗議団体に過ぎなかったが、規模の拡大とともに、宇宙主導の新政権を樹立することを目的として活動を行う、一種の政治結社と化した。部隊エンブレムは「袈裟斬りに両断された連邦軍エンブレム」。
カネサダ・ツルギ
地球連邦軍准将。イットウの父で、「ミラノの人間核弾頭」と呼ばれる。
先代BGST隊長で、宇宙世紀0083年のデラーズ・フリートによる観艦式襲撃に巻き込まれ失踪。その経緯において地球連邦に対し復讐を考え、サイド1での新政府樹立による地球圏の変革を名目にシン・フェデラルを組織した。
ツルギ流居合いの伝承者であり、その教えである天地の理への探求から、木星において強化人間プロジェクトを独自に主導しており、その結果、子のイットウをはじめとする強化人間と精神感応AI「妖刀」を生んだ。
最終目的はサイド7で開催される戦後初の連邦総会にて超・妖刀を介して集団催眠を行うサイコミュ装置「妖刀ムラサメ」を使い、警備のティターンズを操って総会で攻撃を誘導し、それをシン・フェデラルが鎮圧することで綱紀粛正を果たし、更にイットウをムラサメと一体化させた「超妖刀・ムラサメ」で地球圏の人類全ての闘争本能を抑制させ、戦争そのものを根絶する「仁の日」の完遂であった。
サイド1へ根回し中に腹心のリチャードによって投獄。刑期を終えてのちに首領へと返り咲いた。
常に笑顔を絶やさないが、目的の為に手段を選ばず実子であるイットウすら利用し、相対した際には指導と評して容赦の無い攻撃を加える冷徹な人物。
サイド7の決戦では再びイットウを追い詰めるが、強化処理から目覚めたリチャードの鬼神の如き力の前に為す術なく敗れた。
喫煙者であり、お気に入りの銘柄は実在する紙巻煙草「峰」。
搭乗機はガンダム試作2号機（シン・フェデラル仕様）。
リチャード・グレイソン
連邦欧州商工会議長で、BGSTの影のスポンサー。カネサダの愛弟子。
混迷する地球圏に永続的に戦争を起こそうとする死の商人であり、その私欲からカネサダをサイド1で監禁し、自らはフルフェイスの仮面を被りスパーダ公と称し、シン・フェデラルを乗っ取った。後にカネサダが首領に返り咲いた際、他の構成員に対してはカネサダ自身が「自分の言いつけ」で影武者をしていたと説明しているが、裏切った落とし前として、死刑判決に等しい過酷な強化実験の被験を強制された。
サイド7の決戦当日、強化実験を生き延び目を覚ました時は、正に鬼神の如き力を手にしたが、その代償に過剰な強化の影響で精神に異常をきたし、自身を神と称するようになる。目覚めてからは暴走を開始し自身を処断したとはいえ、味方である筈のカネサダを一蹴、続けてコテヅを窮地に追いやるも、超妖刀を完全にものにしたイットウの見切りに敗れ、最期はムラサメの妖刀波で全人類の意識を束ね、次元の果てに飛ばそうとするが、KATANAモードを解放したイットウのストライカー・カスタムにムラサメごと両断された。
搭乗機はドルメル、ドルメル・ドゥーエ。
コテヅ
強化人間の試作型である強化兵士（中尉）。元は戦争孤児であったが強化実験の被験者となり、スパーダ公への父としての敬慕の感情や冷酷な性格を植えつけられた。そのためスパーダ公が執着するイットウには敵意を抱いており、組織の尖兵となり強力な敵として立ちふさがった。
しかし、強化人間計画実用の目処が立ったことで組織からは用済みとなり、イットウとの対決に破れた際にスパーダ公に扮したリチャードによって粛清された。その後は、強化によるマインドコントロールが解け、組織からも排斥されたこともあり、BGSTと行動を共にする。
かつて地球では、スーチーらジオン残党軍の拠点を殲滅し、彼女の義父をも殺害していることから恨まれていたが、後にイットウや彼女と共に新生BGSTの要として活躍していく事になる。
シン・フェデラルとの最終決戦の後、BGSTのカシラ（副長）に就任し、BGSTを率いて奮闘するヤスを補佐する立場となった。なお、この頃には、口ひげと顎ひげをたくわえるようになっている。
搭乗機はジム・カスタム、フルアーマー・アレックス、アレックス（シン・フェデラル仕様）、ジム・ジャグラー（操縦専門）、ネティクス。
ベレーノ・アバッキオ
組織の一員で、始末人と呼ばれる存在。超大型戦艦カイザー・オブ・ドラゴンを指揮する。
元はBGST隊員で、観艦式に出席後に失踪したカネサダを探すため、コンペイトウに赴いて以降、行方不明になっていた。ヤスにとってはBGSTに入隊するきっかけを与えた恩人であり、成長したヤスを見込んで組織へ勧誘するが断られている。
サイド7の決戦で量産型ビグ・ザムに搭乗しヤス達を追い込むが、ポールの命を賭した特攻とヤスとセラの連携の前に敗れた。
教導団ネメシス
漫画『機動戦士ガンダム オレら連邦愚連隊』に登場。一年戦争にて活躍した教導部隊で、特命を受けたサキ・デッサウ大佐の元、再結集した。ユージ･アルカナ中尉など主だった隊員が所属している。本作での詳細は該当項目を参照。

#### ティターンズ
ピンボン・ストーンフィールド
ティターンズ所属の大尉。エリート意識の強い典型的な軍人で、常に副官のピエールとともに行動している。BGSTとは対立しており、何かと嫌味や皮肉を言う。部下に対しても厳しいが、成長に期待し教導隊の特訓を受けさせるなど部下思いの一面もある。
その後、部隊を率いて宇宙にあがるが、シン・フェデラルに襲われているところをイットウらによって救助される。以後は、BGSTの指揮下に入りシン・フェデラルの野望阻止と連邦軍の綱紀粛正の達成に協力する。
経緯は不明だが、サイド7で勃発したBGSTとシン・フェデラルの決戦の8年後の時点では、ピエール共々退役しており、ノンフィクション作家に転向している。この物語は彼による回顧録の形で書かれていたことが、最終話にて明らかになる。
モデルは電気グルーヴの石野卓球。
ヨハン・イタクラ
ティターンズ所属の大尉。サイド7防衛部隊の一員。軍の現状を良く思っておらず、サイド7に潜入していたスーチーと知り合い、除隊して地球へ行きを誘うが断られている。その後、ブルーディスティニー・Ωに操られたスーチーと対決し、撃墜させられている。
モデルはインパルスの板倉俊之。
搭乗機はジム・クゥエル。

### ジオン残党軍
スーチー・オコンネル
ジオン残党軍の少女（曹長）。グラナダ出身で、元は突撃機動軍に所属した、7機の撃墜スコアを持つエースパイロット。
「濃緑の毒蜘蛛」と呼ばれ、二条の飛剣を自在に操って敵を斬り刻む遠隔殺法「高速の毒糸」を得意とする。
モンテ・ボレット掃討戦において、養父と慕うゴドー中佐をコテヅに殺されて以来、彼と彼の属するシン・フェデラルに対し、激しい復讐心を抱く。一度は拘束されるが、イットウの計らいでシン・フェデラルの正体を突き止めるという条件付きでBGSTと行動を共にする。
その後イットウらと別れアンリらジオン残党に合流。サイド7で開催される連邦総会に潜入し、シン・フェデラルの動向を探索していたが、基地内に保管されていたブルーディスティニー・Ωの波動の影響に巻き込まれ、パイロットとなる。直後に迎撃に向かってきたティターンズのイタクラ大尉を斬殺してしまい、同時に悲壮に駆られながらも義父の敵であるコテヅに引導を渡すためにトロイホースIIIを襲撃した。
その後、コテヅの駆るアレックスと互角の戦いを見せるが、彼の殺害を止めようとしたイットウに諭されて矛を収めている。
常に男性のような口利きをし、「ド素人が」が口癖の誇り高い戦士。感情を表に出すことはほとんどなく、その意図があってか、作中では彼女のみ瞳が描かれておらず、スクリーントーンの貼りっ放しになっているが、ゴドー、パメラなど心を許せる人間に対しては、本来の心優しさと女性らしさをのぞかせることもある。
イタクラを意図的に酔い潰す事のできる酒豪。
搭乗機はザクII改、ドラッツェ、ブルーディスティニー・Ω。
パメラ・アンリ
グラナダに潜伏していた女性兵士。スーチーとはキシリア・ザビ麾下の突撃機動軍の志願以来の友人である。
グラナダでの挙兵の際に、父のグロムリンによって撃墜されたが生存しており、ともにサイド7の潜入任務にあたる。
搭乗機はザクII。
アンリ博士
パメラの父親で、元フラナガン機関の研究員。連邦に服従するグラナダに対して憎悪を抱いており、シン・フェデラルとの間でグラナダを壊滅させ同地のジオン残党を糾合して組織に所属する密約を結んでいたが、イットウの策略で暴露される。窮するあまり搭乗するグロムリンで同胞もろとも焼き尽くそうとしたが、コテヅが搭乗するフルアーマー・アレックスによって撃墜された。
その後は、スーチーらジオン残党を率いてサイド7に潜入し、連邦総会でのシン・フェデラルの動向を監視している。イットウらと合流してからは、新生BGSTの技術顧問のような立場に収まっている。
搭乗機はグロムリン。

### その他
ムラマサ・ツルギ
シン・フェデラルの追撃を逃れたイットウ、ヤス、コテヅ、マーキュリーが辿り着いたデブリ内の作業コロニー「ハーモニー1」で彼等を出迎えた老人。
その正体はイットウの祖父、そしてカネサダの父であり、高齢ながら卓越したモビルスーツ技師を務めている。
傷付いた2機のストライカー・カスタムとフルアーマーアレックスのパーツを組み合わせて、イットウの新たな機体であるフルアーマー・ストライカーカスタムを生み出した。
先々代のツルギ流継承者で、引退した現在でもその技は健在。
搭乗機は作業用にカスタムされたアッガイ。
ポール・マーキュリー
地球連邦軍大尉。グラナダ基地所属のボールで構成されるブラックチェリー隊の隊長。
指パッチンが癖で、普段はオネエ言葉で話すマッチョなハードゲイだが、「北の玄武」の異名を持つ一年戦争時のエースであり、「タートルヘッドスピン」などのヒット・アンド・ アウェイ戦法に長けた空間機動戦闘のエキスパートである。
その実力に尊敬したヤスからは「師匠」と呼ばれ、押しかけ師事されるが、次第にヤスの操縦センスを見込むようになり、正式に弟子にしてボール殺法を伝授する。
当初はシン・フェデラルの調査のために成り行きでBGSTと共に行動していたが、サイド７の戦いでは自らもヤスと共に出撃する。そして、その前に立ちはだかったベレーノ・アバッキオの駆る量産型ビグ・ザムと交戦。最後には弟子であるヤスを守る為に特攻し、その命と引き換えに敵機に致命的な一撃を与えた。
搭乗機はボール、ジム・ジャグラー（ガンナー専門）。
クワトロ・バジーナ
グラナダ方面軍所属の大尉。シン・フェデラルの策略に嵌められて意気消沈しているイットウをガンダムのパイロットであるアムロ・レイの事例を交えて励ました。イットウには「大佐」と間違えられていた。
ブライト・ノア
地球連邦軍中佐。輸送船テンプテーションのキャプテンを務める。BGSTに脅される形で彼らをシン・フェデラルの基地に輸送した。
シン・フェデラルからイットウらが逃げ出す際に、トロイホースIIIのキャプテンをペガサス級の指揮経験者として一時的に務める。

## 登場兵器
BGST（バーゲスト）
- RGM-79FC ストライカー・カスタム
  - FA-79FC フルアーマー・ストライカー・カスタム

- RX-75 量産型ガンタンク
- RGM-79 ジム
- RGM-79R ジムII

シン・フェデラル
- RGM-79C ジム改
- RGM-79N ジム・カスタム
- RGM-79FP ジム・ストライカー改
- RGM-79ARA NT試験用ジム・ジャグラー（シン・フェデラル仕様）
- FA-78NT-1 フルアーマー・アレックス
  - RX-78NT-1 ガンダムNT-1
  - RX-78NT-X / MRX-003 ネティクス

- MS-10 ペズン・ドワッジ（シン・フェデラル仕様）
- MS-19 ドルメル（スパーダ仕様）
  - MS-19 ドルメル・ドゥーエ

- RX-78GP02A ガンダム試作2号機（シン・フェデラル仕様）
- MA-09 量産型ビグ・ザム
- MP-02A オッゴ
- RX-79BD-2 ブルーディスティニー・Ω
- トロイホースIII
- カイザー・オブ・ドラゴン

ティターンズ
- RGM-79Q ジム・クゥエル

その他の地球連邦軍
- RGM-79G ジム・コマンド
- RAG-79 アクア・ジム
- RAG-79-G1 水中型ガンダム
- MS-21C ドラッツェ
- RB-79 ボール

ジオン残党軍
- MS-05 ザクI
- MS-06F ザクII
- MS-06FZ ザクII改
- MS-07H グフ飛行試験型
- MS-07H-8 グフフライトタイプ
- MS-09K-1 ドム・キャノン単砲仕様
- MS-09R リック・ドム
- MAN-05 グロムリン

その他
- EMS-05 アッグ
- MS-06E ザク強行偵察型
- MSM-04 アッガイ
- MSM-04N アッグガイ

## 用語
観艦式襲撃
『機動戦士ガンダム0083 STARDUST MEMORY』で描かれたデラーズ・フリートによるコンペイトウで行われた観艦式の襲撃事件。
本作の舞台となる前年に起きた事件であるが、連邦軍はこの事件を隠匿し、公には観艦式に集まる予定だった艦隊が多数行方不明になったとしている。
BGSTも警備のオブザーバーとして当時隊長であったカネサダ・ツルギ大佐が少数を率いて参加しており、行方不明となっている。
妖刀システム
カネサダが開発させたシステム。EXAMシステムを解析して参考にして製作されている。
イットウの強化実験で得られたニュータイプの脳波をプログラミングした精神感応AI。
EXAMシステム同様にMSの頭部に搭載されている。起動時にはMSのデュアルセンサーが赤くなり、強化人間以外には耐えられないような高機動を行う。
後にサイコガンダム開発の参考にされたことが語られている。

## 単行本
1. 2010年3月26日刊行　ISBN 978-4-04-715414-8
2. 2010年7月26日刊行　ISBN 978-4-04-715490-2
3. 2011年2月26日刊行　ISBN 978-4-04-715657-9
4. 2011年10月26日刊行　ISBN 978-4-04-715813-9 - 特典にアーケードゲーム『機動戦士ガンダム 戦場の絆』にてストライカー・カスタム（ネメシス隊カラー）が使用可能になるキャンペーンコードが付随。
5. 2012年4月26日刊行　ISBN 978-4-04-120213-5 - 特典にアーケードゲーム『機動戦士ガンダム 戦場の絆』にてB.D.2号機（ブルーディスティニー・Ωカラー）が使用可能になるキャンペーンコードが付随。
6. 2012年8月23日刊行　ISBN 978-4-04-120417-7
7. 2013年2月22日刊行　ISBN 978-4-04-120591-4